# Оберберкирхен
Оберберкирхен (њем. Oberbergkirchen) општина је у њемачкој савезној држави Баварска. Једно је од 31 општинског средишта округа Милдорф ам Ин. Према процјени из 2010. у општини је живјело 1.630 становника. Посједује регионалну шифру (AGS) 9183132.

## Географски и демографски подаци
Оберберкирхен се налази у савезној држави Баварска у округу Милдорф ам Ин. Општина се налази на надморској висини од 485 метара. Површина општине износи 27,5 km². У самом мјесту је, према процјени из 2010. године, живјело 1.630 становника. Просјечна густина становништва износи 59 становника/km².